# 賀登選
賀登選（？—1646年），字澹餘，江西饒州府鄱陽縣人，明朝、南明政治人物。

## 生平
崇禎六年（1633年）賀登選舉江西鄉試，崇禎七年（1634年）聯登進士，刑部觀政，八年授行人司行人，十五年任山東道監察御史，巡按應天。曾彈劾吳昌時紊制弄權。
弘光帝時，賀登選上疏：「儀真、揚州城外，焚殺殆盡，句容士兵夜間打鬥，亂兵攻陷六合，橫掠江浦。我為安撫當地而感傷，不知道何時才能哭完。」
弘光元年（1645年），南京失守，賀登選和胡時忠跟隨金聲軍隊。隆武帝即位，徵召他和邢大忠二人，任命他為河南道御史，晉戶部右侍郎，不久卒。

## 引用
1. 1 2  錢海岳《南明史·卷四十三·列傳第十九》：登選，字澹餘，鄱陽人。崇禎七年進士。以山東道御史巡按應天，劾吳昌時紊制弄權。
2. ↑  《崇祯七年甲戌科进士履历便览》：贺登选，曾祖村，祖辂，父华。澹馀，诗二房，壬子年十一月初十日生，饶州府鄱阳县人，癸酉乡试三十二名，会一百三十七名，三甲一百十二名，刑部观政，乙亥授行人，壬午考选山东道御史。
3. ↑  錢海岳《南明史·卷四十三·列傳第十九》：紹宗即位，（邢大忠）與胡時忠、賀登選同召……安宗立，上言：「儀揚城外，焚殺殆盡，句容兵夜鬭，亂兵破六合，掠江浦，撫事傷時，痛哭何極。」南京亡，時忠、登選從金聲軍。紹宗召時忠浙江道，加太僕少卿；登選河南道，己皆晉戶部右侍郎，卒。